# Apistogramma maciliense
Apistogramma maciliense és una espècie de peix de la família dels cíclids i de l'ordre dels cipriniformes que es troba a Sud-amèrica: Brasil.